# 分水乡 (湘潭县)
分水乡，是中华人民共和国湖南省湘潭市湘潭县下辖的一个乡镇级行政单位。

## 行政区划
分水乡下辖以下地区：
虎形山村、豪头村、长丰村、双凤冲村、沙洲村、分水坳村、白石庙村、石桥村、北林村、杨恩村、新坝村、石桐村、珍鸽村、槐树湾村、晓冲村、栗红村、彭何村、环山村、白沙井村、广林村、瓦叶村、曲江村、同合村、湾头村、天垅村、较场村、石江村、合家村、石龙村、广阳村、旗山村和大垅村。

## 出身名人
- 陈鹏年，清朝官员。[3]:38
- 方壮猷，中国近代历史学家。[3]:49